# Scontro tra titani
Scontro tra titani (Clash of the Titans) è un film del 2010 diretto da Louis Leterrier.
Il film, uscito negli Stati Uniti d'America il 2 aprile 2010 e in Italia a partire dal 16 aprile, è il remake di Scontro di titani del 1981, ispirato al mito greco dell'eroe Perseo.
Un po' distante dalla realtà mitologica, per esigenze di copione vengono modificati alcuni avvenimenti e inseriti personaggi che poco hanno a che fare con il film originale (come il personaggio di Io, i Djinn e Ade come nemico).

## Trama
Il film inizia con un'introduzione nella quale viene raccontato che nella notte dei tempi, i potenti Titani si scontrarono con i loro stessi figli, gli Dèi dell'Olimpo. Il più crudele fra di loro, Ade, creò un gigantesco mostro marino per aiutare gli dèi nella battaglia: il Kraken. Dopo aver sconfitto i Titani, Zeus diventò il capo degli dèi, Poseidone il re dei mari mentre ad Ade toccarono, per inganno da parte del fratello Zeus, gli Inferi. Mentre l'Olimpo governava, Ade tramava vendetta contro tutti gli dèi, e specialmente contro i fratelli Zeus e Poseidone.
Un pescatore trova una cassa e, aprendola, trova all'interno la morta Danae con il suo figlio neonato ancora vivo: Perseo. Anni dopo, il pescatore e la sua famiglia hanno ormai cresciuto Perseo, finché un giorno arrivando nelle scogliere di Argo assistono a uno spettacolo incredibile: i soldati di Argo hanno appena demolito la statua raffigurante Zeus. Ade, furioso, inizia a fare strage dei soldati facendo però affondare la famiglia adottiva di Perseo mentre questo, rimasto senza sensi nel tentativo di salvarli, viene recuperato dai soldati sopravvissuti.
Questi lo portano alla reggia di Argo, dove dimorano il re Cefeo e la regina Cassiopea, insieme alla bellissima principessa Andromeda (preoccupata per le continue ribellioni dei genitori contro gli olimpici). Cassiopea si vanta della bellezza di Andromeda offendendo gli dèi, ma la sua superbia viene presto punita con l'ennesima apparizione di Ade, che uccide tutti i soldati e la regina. Il dio ordina che Andromeda venga sacrificata in pasto al Kraken entro dieci giorni o Argo verrà distrutta dal mostro marino. Perseo, riconosciuto come semidio, viene imprigionato alla reggia e torturato da Draco, il generale dell'esercito di Argo, finché non si deciderà circa il fare qualcosa per salvarli.
Nella cella l'eroe viene visitato da Io, che gli racconta del passato di Perseo: anni fa, quando il re Acrisio venne a sapere che Danae era stata ingravidata da Zeus, decise di gettarla in mare chiusa in una cassa con il neonato Perseo. Per questo atto di estrema crudeltà, Zeus fulminò Acrisio deformandolo in un'orribile creatura assetata di vendetta contro il dio: Calibos.
Consapevole che è stato generato per fermare i piani di Ade e volendo affrontare il dio per vendicare la sua amata famiglia adottiva, Perseo decide di passare all'azione. Intanto però, in una grotta nascosta sotto la città di Argo, Ade si allea con Calibos, che vive lì da reietto dopo la tramutazione in mostro, affinché questi uccida Perseo.
Nel frattempo, Perseo parte con dei valorosi soldati guidati da Draco, accompagnato sempre da Io. Nella foresta, Perseo riceve doni dall'Olimpo: una potentissima spada forgiata da Efesto e il meraviglioso Pegaso, uno dei cavalli alati di Zeus. Draco dice a due soldati di seguire Perseo ma questi vengono improvvisamente attaccati da Calibos, e vengono brutalmente assassinati. Arrivano altri soldati, e alcuni di questi rimangono uccisi, Draco riesce però a mozzargli una mano e Calibos fugge. Perseo e i soldati sopravvissuti decidono di seguirlo arrivando in un deserto, qui, il sangue di Calibos, intriso della magia che Ade gli ha donato, viene assorbito dalla sabbia e crescono dei giganteschi scorpioni; Perseo e i suoi vengono messi alle strette e un paio di loro vengono colpiti dal micidiale pungiglione degli scorpioni, riescono comunque ad ucciderne alcuni ma, all'arrivo di altri scorpioni ancora più colossali, si trovano in difficoltà. Vengono però aiutati dai Djinn, stregoni del deserto fatti di legno carbonizzato, che domano gli scorpioni giganti. Quando però Perseo si avvicina ai Djinn, la pelle sul braccio si inizia a bruciare: Ade ha avvelenato il ragazzo per mezzo del morso che Calibos gli ha inflitto poco prima. Draco lo esorta a pregare gli dèi, nello specifico proprio suo padre Zeus, se vuole guarire; Perseo però, dopo aver subito la morte della sua famiglia, causata appunto dagli dèi, rifiuta: Draco, per avvertirlo, lo sgrida e lo minaccia. La sera stessa, Sheikh Suleiman, il capo degli Djinn, si introduce nella tenda di Perseo e lo cura; i soldati aggrediscono la creatura che, dopo aver preso in ostaggio uno dei soldati, spiega di essere loro amico. Infatti, anche gli Djinn si vogliono liberare degli dèi e Suleiman dice di poter accompagnare Perseo e i soldati dalle Streghe dello Stige: queste, sottomesse da Perseo, affermano che l'unico modo di uccidere il Kraken è usare lo sguardo pietrificante della Gorgone Medusa, che vive al di là del fiume infernale Stige.
Perseo e i suoi compagni attraversano lo Stige grazie a Caronte e alla moneta che Zeus ha donato al figlio durante il loro primo incontro successivo al colloquio con le tre Graie. Arrivati nell'antro di Medusa, Io, invece, dovrà rimanere fuori, poiché, dopo la maledizione inflitta da Atena, l'unica consolazione per la Gorgone è divenuta quella di non poter fare del male alle donne, a cui è impedito l'accesso al suo tempio. All'interno, mentre stanno girovagando, delle frecce feriscono Draco e uccidono due dei soldati. Il gruppo, quindi, si divide. Due soldati incontrano Medusa e rimangono pietrificati. Perseo e il Djinn, invece, vengono inseguiti dalla Gorgone: Perseo assiste alla cattura di Sheikh Suleiman che, lasciando sorpresa Medusa, che non riesce a pietrificarlo, in quanto immune al suo potere, si fa saltare in aria, distraendo la Gorgone. Questa si scontra con Perseo, raggiunto da Draco, che, allo stremo delle forze, gli offre il suo ultimo aiuto prima di rimanere anch'egli pietrificato. Alla fine l'eroe la decapita con la spada prendendo la sua testa, con la quale può uccidere il Kraken. La vittoria si tramuta però in dolore quando Io viene assassinata da Calibos, improvvisamente sopraggiunto in quel luogo remoto. Perseo duella con Calibos, uccidendolo. Poco prima di spirare, Calibos riacquista le sembianze di Acrisio, si rivolge a Perseo come suo figlio e gli chiede di non diventare come gli dei. Perseo assiste alla sua morte, per poi salire in groppa a Pegaso e andare a salvare Argo, incoraggiato dall'amata Io, prima che spiri tramutandosi in polvere dorata portata via dal vento.
Intanto sull'Olimpo Ade, potenziato con la paura degli uomini, riesce a spodestare Zeus, per iniziare a portare l'inferno sulla terra e invocare il Kraken, che inizia a distruggere Argo ma si ferma allorché Andromeda viene legata da uno stuolo di cittadini invasati per essere offerta in sacrificio al mostro. Perseo, dopo un rocambolesco scontro aereo contro le Arpie di Ade, riesce a pietrificare il Kraken con lo sguardo di Medusa: il mostro marino si tramuta in pietra per poi frantumarsi in mille pezzi, e nel caos generale Perseo perde la testa di Medusa in mare. Ade infuriato attacca Perseo, ma questi, col supporto di suo padre Zeus, lo esilia dal mondo dei vivi con la spada forgiata da Efesto, intrisa dei fulmini del padre degli dèi. Indebolito, Ade sprofonda negli Inferi: l'Olimpo, gli dèi e gli umani sono così salvi.
Zeus si reca dal figlio per offrirgli un posto sull'Olimpo, come aveva già fatto nel corso del loro primo incontro, ma l'eroe rifiuta nuovamente la proposta, preferendo rimanere sulla terra e vivere come un uomo, sebbene adorato comunque come un dio, per via delle sue imprese leggendarie. Rassegnato, suo padre si congeda offrendogli un ultimo dono: la resurrezione della sua amata Io, così che possano vivere insieme.

## Produzione

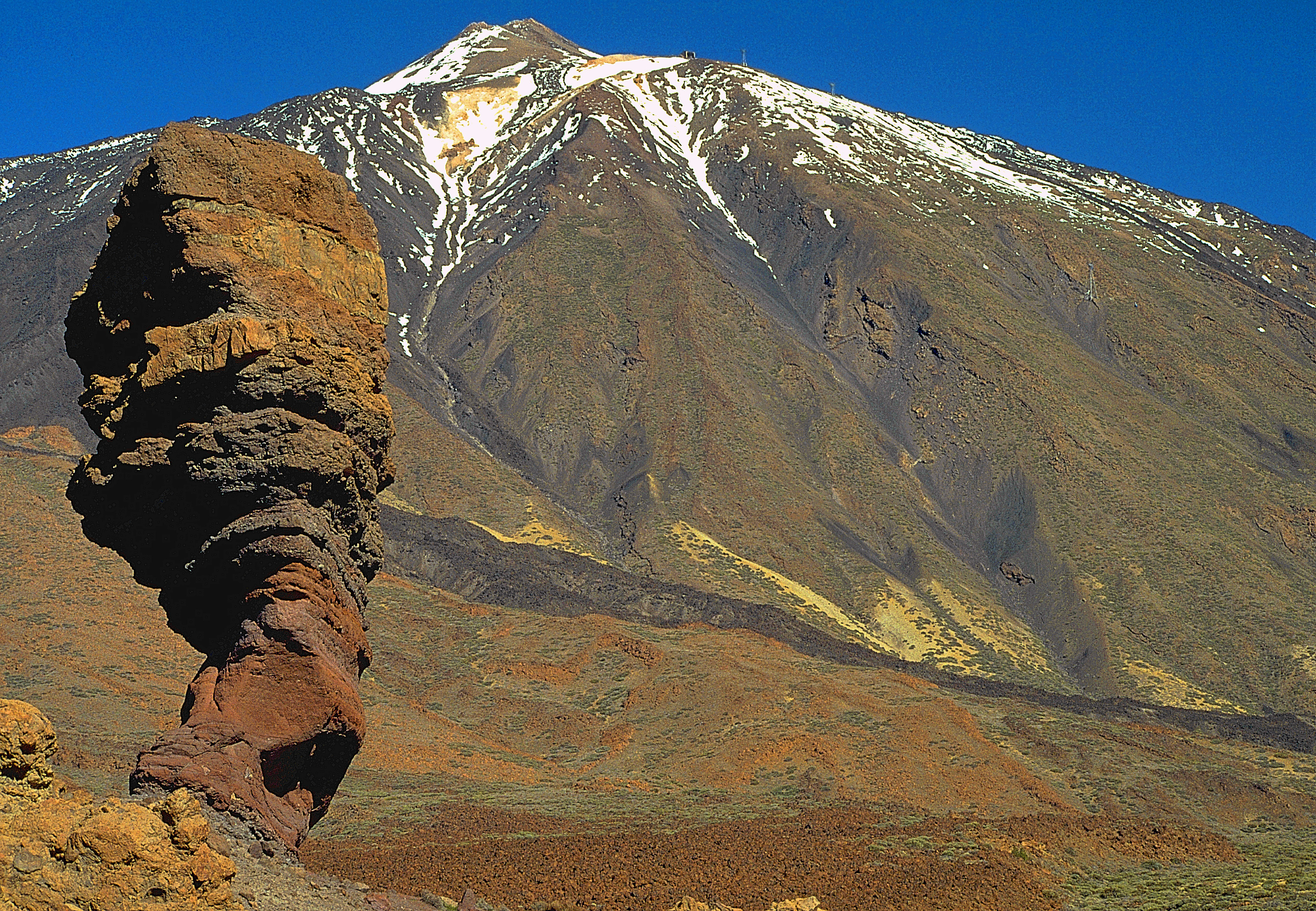
Teide (Tenerife).

Lo sviluppo del remake è iniziato nel 2002 per mano del produttore Adam Schroeder, e degli sceneggiatori John Glenn e Travis Wright. Alcuni ritardi di produzione provocano un blocco sino al 2006, quando Basil Iwanyk ha rimesso in piedi il progetto assumendo Travis Beacham, fan del film originale, con il compito di rivedere e riscrivere il copione.
Nel 2007 si associano al film Lawrence Kasdan e Stephen Norrington, quest'ultimo inizialmente avrebbe dovuto occuparsi della regia, ma è stato successivamente sostituito da Louis Leterrier nel giugno 2008 tramite un accordo con il suo agente. L'esperienza di Leterrier in L'incredibile Hulk, ha fatto notare al regista come sussistano poche differenze tra gli eroi della mitologia greca e quelli dell'era moderna.
La sceneggiatura è nuovamente oggetto di revisione per mano di Phil Hay e Matt Manfredi, incaricati di riscrivere il film perché sia visionabile dai 13 anni in su, e non come aveva in mente Kasdan, uno di sicura censura R (ristretto). È stato annunciato che il film sarà molto diverso dall'originale per vari aspetti, tra cui una versione più romanzata che mitologica, focalizzazione della storia sulla missione di Perseo, e sul rapporto padre-figlio (Perseo-Zeus) e come questo abbia effetto sul protagonista. Il ruolo di Io è stato immesso per creare una situazione amorosa con Perseo, grazie alla quale poi l'eroe potrà possedere il leggendario cavallo alato Pegaso.
Per la produzione degli effetti speciali, Leterrier ha contattato il celebre animatore Ray Harryhausen (produttore del film originale), riuscendo però a coinvolgere nel progetto l'artista concettuale Aaron Sims (collaboratore in L'incredibile Hulk) per sviluppare i personaggi, che al riguardo ha espresso la sua difficoltà nel rappresentare Medusa.
Le riprese iniziano il 27 aprile a Londra negli studi Shepperton Studios, ai Pinewood Studios e nei Longcross Studios e proseguono nel Regno Unito in Galles. Altre location vengono fissate nelle isole Canarie, principalmente a Tenerife, con riprese di fotografia aerea in Islanda ed Etiopia. Contemporaneamente all'inizio lavorazione, la produzione rilascia un annuncio alla stampa confermando tutto il cast tecnico: Martin Laing scenografo, Peter Menzies Jr. direttore della fotografia, Lindy Hemming costumista, Nick Davis supervisore agli effetti speciali, Conor O'Sullivan supervisore ai trucchi prostetici e Jenny Shircore rettore del make up.

## Promozione
Alcuni poster promozionali per l'edizione giapponese del film sono stati affidati alla matita del famoso mangaka giapponese Masami Kurumada, autore del manga Saint Seiya: I cavalieri dello zodiaco. L'idea del film, infatti, sarebbe nata al regista proprio dalla lettura del famoso fumetto, di cui si è dichiarato fan.

## Accoglienza

### Incassi
Il film ha debuttato al primo posto nel weekend di apertura con 61 milioni di dollari in 3,777 cinema negli Stati Uniti e Canada, incassando complessivamente in tutto il mondo 493 milioni di dollari.

### Critica
Nonostante il buon successo internazionale al botteghino, il film ha ricevuto critiche sfavorevoli. Il sito aggregatore di recensioni Rotten Tomatoes riporta che il 27% delle 262 recensioni professionali ha dato un giudizio positivo sul film, con una media di voto di 4,32 su 10. Su Metacritic il film detiene un punteggio di 39 su 100, basato sul parere di 37 critici.
Il film è stato anche candidato ai Razzie Awards 2010 nella sezione Peggior uso del 3D e Peggior prequel, remake, rip-off o sequel, senza però vincerlo.

## Differenze con il film originale
- La dea Teti viene sostituita da Ade come nemico principale.
- Nel primo film il sacrificio di Andromeda doveva compiersi durante il giorno più lungo dell'anno, mentre nel secondo durante l'eclissi.
- Nel primo film Danae era la figlia di Acrisio (come nel mito originale), mentre nel remake è sua moglie. Inoltre Perseo viene ritrovato con la madre morta mentre nel primo film viene detto che ha cresciuto il figlio finché è vissuta (Quindi la famiglia di pescatori non esiste né nella prima pellicola né nel mito originale). Inoltre il modo in cui Danae viene ingravidata da Zeus è totalmente diverso da come avviene nella mitologia e nel primo lungometraggio: nel film, Zeus assume le sembianze di Acrisio e la seduce in assenza del marito (tattica che nella mitologia ha effettivamente usato, ma con Alcmena, la madre di Ercole) mentre nel poema e nel primo film Zeus la ingravida sotto forma di una pioggia dorata.
- Gli scorpioni giganti compaiono verso la fine del film originale e sono nati dal sangue sgorgato di Medusa. Qui invece appaiono come i primi mostri e nascono dal sangue di Calibos.
- Sono assenti i personaggi di Ammon, Dioskilos e Teti.
- Pegaso nel film originale era bianco, qui nero.
- I personaggi di Io, i Djinn, le Arpie e il re Cefeo non appaiono nella prima pellicola.
- Bubo, la civetta meccanica, ha un ruolo abbastanza importante nel primo film, qui si limita a fare un cameo.
- L'elmo che rende invisibili è assente.
- La città che deve salvare Perseo è Argo, che nel film originale viene distrutta all'inizio, mentre prima era Giaffa (la qual cosa aveva anche senso, essendo Perseo principe di Argo).
- Il personaggio di Calibos è stato cambiato: nel film originale era il pretendente di Andromeda trasformato da Zeus per aver seviziato i suoi cavalli alati. Nel rifacimento Calibos ha l'identità di Acrisio. Tuttavia questa modifica lo ha reso più fedele al mito originale, secondo il quale Perseo uccise (ma per un incidente) il nonno Acrisio.

## Differenze con la mitologia greca
- Principale differenza di fondo è che nel film gli dei dipendono dagli uomini in quanto a potere, in quanto senza le preghiere e la fede di essi perdono la loro immortalità, mentre nella mitologia gli Dei erano completamente indipendenti dagli umani (anche se gli stessi greci antichi talvolta asserivano che le divinità dipendessero dagli uomini, però più dai sacrifici che dalle preghiere).
- Nel film, Ade è stato trasformato in completo antagonista, opposto agli altri Dei per la sua natura oscura tanto da essere disprezzato dagli Olimpici che non lo vedono come uno di loro e perfino dal fratello Zeus che lo ha confinato nell'Oltretomba, nonostante gli venga attribuito il merito principale alla sconfitta dei Titani (in quanto creatore del Kraken). Nella mitologia, Ade non è mai stato descritto come cattivo ma solo come freddo, distaccato e solitario e che per questo sceglie di passare poco tempo sull'Olimpo con gli altri dei, sebbene alcuni autori (tra cui Omero) lo descrivessero comunque come temuto e crudele, principalmente perché era l'unico dio a non rispondere mai alle preghiere dell'umanità (in quanto nessuno tornava in vita dalla morte per quanto si potesse pregare o sacrificare ad Ade). Nel film, inoltre, il dominio dell'Oltretomba rappresenta per lui una prigione mentre nella mitologia non viene mai detto che è insoddisfatto del suo ruolo o che abbia provato a spodestare il fratello.
- L'amore di Zeus per gli uomini è un'invenzione del film, probabilmente per avvicinare Zeus al concetto cristiano della divinità. Nei miti greci, Zeus si dimostra, invece, avverso agli uomini tanto che quando Prometeo (e non Zeus, come viene detto nel film) li creò, il Re dell'Olimpo voleva distruggerli. Solo in epoca arcaica comincerà ad essere descritto come parzialmente benevolo verso i mortali mantenendo tuttavia un atteggiamento distaccato.
- Acrisio non guidò alcun assedio all'Olimpo, poiché gli umani, nonostante subissero effettivamente ripetuti maltrattamenti dagli dei, non si ribellarono mai apertamente agli Olimpici, sebbene ci fossero dei mortali (come Aracne) che sfidavano gli dei, per poi venire subito puniti.
- Nel film, Acrisio condanna a morte Danae e suo figlio per vergogna e rabbia verso Zeus, nella mitologia lo fece perché gli fu predetto dall'oracolo che Perseo da adulto lo avrebbe ucciso (cosa che accadrà anche se accidentalmente).
- Nel mito originale, Danae è figlia di Acrisio, non sua moglie, e mentre nel film viene ingravidata da Zeus mentre questi ha assunto le sembianze di suo marito, nella mitologia essa è consapevole di essersi unita al Re degli Dei (inoltre Danae era stata confinata in una torre da Acrisio, per impedirle di avere figli, ma ciò non viene citato).
- Perseo, nel film, è avverso agli dei e accetta malvolentieri ogni loro aiuto, nella mitologia fu protetto fin da giovane dalla dea Atena che lo guiderà nelle sue avventure e gli consegnerà le armi che gli permetteranno di sconfiggere Medusa e Cetus. Nel film, a guidare Perseo in maniera simile è Io mentre a donargli la spada è Zeus.
- Io, nel film, racconta di essere stata condannata all'eterna giovinezza da un dio che aveva respinto. Nella mitologia, Io era una delle molte amanti di Zeus che fu da lui trasformata in mucca per nascondere il tradimento alla moglie Era.
- Zeus non aiutò in alcun modo Perseo nel mito, anzi non comparve mai più nelle vicende del giovane dopo averlo generato. Il sovrano dell'Olimpo, infatti, non si curava dei moltissimi figli avuti con donne mortali (eccezion fatta per Ercole).
- Nel film, Perseo possiede come arma magica soltanto la spada mentre secondo le leggende possedeva anche uno scudo magico, un elmo che rende invisibile chi lo porta e sandali alati che gli consentivano di volare (questi ultimi erano assenti anche nel primo film va detto).
- I Djinn sono creature del folclore arabo e non hanno nulla a che fare con la mitologia greca.
- Come era già accaduto nella prima pellicola, la storia del cavallo alato Pegaso viene modificata nel film, poiché secondo la leggenda Pegaso uscì dal collo di Medusa come figlio della stessa e di Poseidone. Pegaso fu, inoltre, compagno di battaglia di Bellerofonte e non di Perseo.
- Il Kraken è un mostro leggendario appartenente alla mitologia norrena, non ha nulla a che fare con quella greca. Questo nome per il mostro era già stato usato nel primo film, mentre nel mito era chiamato Cetus. Inoltre, mentre il Cetus originale nei racconti viene descritto come una creatura simile a un dragone, il Kraken del film è un gigantesco essere marino con la testa simile a quella di una tartaruga dotata di zanne aguzze, avvolto in una corazza simile a quella di una testuggine, con gambe da crostaceo, enormi arti anteriori e tentacoli da piovra.

## Sequel
Il sequel del film è: La furia dei titani (Wrath of the Titans) diretto da Jonathan Liebesman e distribuito nel 2012.